# Ključevica
Ključevica – wieś w Słowenii, w gminie Trbovlje. W 2018 roku liczyła 26 mieszkańców.